# 翁贝托堡
翁贝托堡（義大利語：Castell'Umberto），是意大利西西里大区墨西拿廣域市的一个市镇。总面积11.42平方公里，人口3350人，人口密度293.3人/平方公里（2009年）。ISTAT代码为083014。